# Copa México 1950-51
La Copa México 1950-51 fue la 35ª edición de la Copa México, la 8° en la era profesional.
El torneo empezó el 6 de mayo de 1951 y concluyó el 27 de mayo de ese mismo año, en el cual el equipo de Atlante logró el título copero por segunda vez en su historia y por primera vez desde el profesionalismo con una victoria de 1-0 sobre el Guadalajara.
Contó solo con la participación de doce equipos. 

## 1ª ronda
Esta primera ronda se jugó el 6 y 8 de mayo, el Club Deportivo Marte y el Club Necaxa estuvieron exentos hasta la siguiente ronda.
| Equipo 1    | Resultado | Equipo 2                   |
| ----------- | --------- | -------------------------- |
| América     | 0-1       | Atlante                    |
| Tampico     | 6–2       | Club San Sebastián de León |
| Club León   | 2–3       | CD Oro                     |
| Veracruz    | 2–3       | Puebla FC                  |
| Guadalajara | 3–0       | Atlas                      |

## Cuartos de final
Los cuartos de final se jugaron el 13 de mayo, el Atlante estuvo exento hasta la siguiente ronda.
| Equipo 1             | Resultado       | Equipo 2    |
| -------------------- | --------------- | ----------- |
| Tampico              | 2-1             | Puebla FC   |
| Club Deportivo Marte | 2-2 (0-1 des.)* | Club Necaxa |
| Guadalajara          | 2-0             | CD Oro      |

(*) Se disputó un partido de desempate el 15 de mayo.

## Semifinales
Las semifinales se jugaron el 20 de mayo.
| Equipo 1 | Resultado       | Equipo 2    |
| -------- | --------------- | ----------- |
| Tampico  | 1-1 (1-5 des.)* | Guadalajara |
| Atlante  | 4-2             | Club Necaxa |

(*) Se disputó un partido de desempate el 22 de mayo.

## Final
| 27 de mayo                               | Atlante            | 1 - 0 | Guadalajara | Ciudad de los Deportes, Ciudad de México |  |
|                                          | Luis Fernández 86' |       |             |                                          |  |
| Atlante gana la final del torneo de copa |                    |       |             |                                          |  |

|                            |
| Campeón Atlante 2.o título |

| Predecesor: 1949/50 | Temporadas de la Copa de México 1950/51 | Sucesor: 1951/52 |

## Datos
México - Estadísticas del Torneo de Copa 1950/51 
- México - Estadísticas del Torneo de Copa 1950/1951 en México. (RSSSF)

- Datos: Q17453076